# Evangelos Rallis
Evangelos Rallis (em grego:Ευάγγελος Ραλλις) foi um tenista grego.

## Olimpíadas de 1896
Evangelos Rallis representou seu país nos Jogos Olímpicos de Verão de 1896, em simples derrotando Demetrios Petrokokkinos e perdendo para John Pius Boland, que foi o primeiro campeão olímpico. Em duplas atuou ao lado de Konstantinos Paspatis, perdendo na primeira rodada para Demetrios Petrokokkinos e Dionysios Kasdaglis.